# Гринда
Гри́нда (Globicephala) — рід ссавців родини дельфінових, що налічує два види: гринда звичайна (Globicephala melas) і гринда короткоплавцева (Globicephala macrorhynchus). Слово «гринда» походить із фарерської мови.

## Опис
Довжина гринд варіює від 3,6 до 8,5 метрів, а їхня вага в середньому становить 800 кг (в окремих випадках трапляються екземпляри вагою до 3000 кг). Їхнє тіло циліндричної форми, голова заокруглена, з коротким рилом, і ледве виділяється з тулуба. За винятком білої плями під підборіддям гринди повністю забарвлені в чорний колір. Види відрізняються один від одного довжиною плавців, а також кількістю зубів: у короткоплавцевих гринд їх від 14 до 18 на щелепу, а у звичайної гринди — від 16 до 26.

## Спосіб життя
Довжина гринд варіює від 3,6 до 8,5 метрів, а їхня маса складає в середньому 800 кг (в окремих випадках зустрічаються і екземпляри масою до 3000 кг). Їх тіло циліндричної форми, голова закруглена, з коротким рилом, ледь виділяється з тулуба. За винятком білої плями під підборіддям гринди мають чорний колір. Обидва види відрізняються один від одного довжиною плавників, а також за кількістю зубів: у короткоплавникових гринд їх від 14 до 18 на щелепу, а у звичайної гринди — від 16 до 26. Косатки і короткоплавникові гринди є двома з небагатьох видів ссавців (включаючи людину), в яких жіночі особини проходять через період менопаузи і живуть протягом багатьох десятиліть після того, як втрачають здатність до зачаття. Гринди воліють відкрите море і лише зрідка зустрічаються біля узбережжя. У той час як короткоплавникова гринда любить тропічні і субтропічні моря, гринда звичайна частіше мешкає в помірних і холодних широтах, у тому числі в Північній Європі. Гринди сплять у денний час, а вночі вирушають на пошуки їжі. Тривалість їхнього пірнання складає від 5 до 10 хвилин, за які вони встигають опускатися на глибину понад 600 м. Їхня їжа — переважно головоногі, меншою мірою риби. Відомі випадки нападу на кашалотів. Гринди живуть, як правило, групами з 20-30 особин, хоча спостерігалися групи з понад 100 особин. Група підпорядковується ватажкові, соціальна поведінка в ній розвинена досить сильно. Відомий як мінімум один достовірний випадок «нападу» гринди на людину (знятий на відео). 12 травня 1991 року самець прихопив пірнальницю Лізу Кастелло за ногу, опустився з нею на глибину близько 10 м і потім акуратно підняв назад. Жінка відбулася лише ледь обдертою ногою. На її думку, дельфін не намагався заподіяти їй шкоду. Контакт спровокували самі люди, так як пірнальники навмисно плавали серед тварин і чіпали їх руками, що не рекомендують робити з жодними дикими тваринами. Гринда неодноразово висловлювала невдоволення діями пірнальників, тьопаючи хвостом об воду, і, за відсутності реакції на попередження, можливо, просто провчила її.

## Інше
Мешканці Фарерських островів полюють на дельфінів щороку протягом століть. Фарерці стверджують, що їхній китобійний промисел стійкий: убивають 800 гринд на рік з популяції, що налічує близько 100 000 особин навколо Фарерських островів. М'ясо гринд і їхній жир — джерело їжі для 50 000 фарерців протягом зими.

## Світлини

Порівняння розмірів гринди і людини
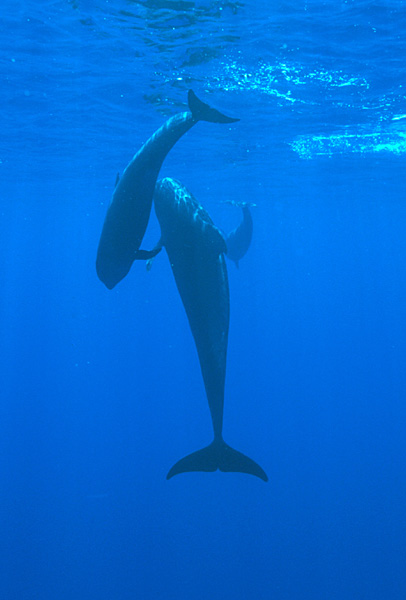
Група гринд
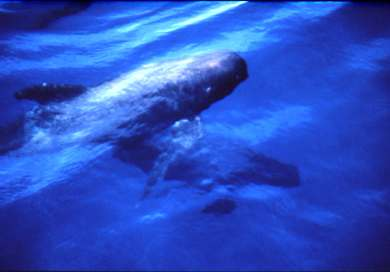
Дві гринди
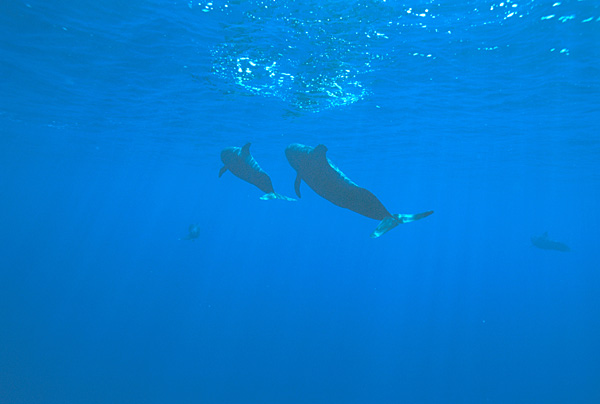
Гринда з дитинчам
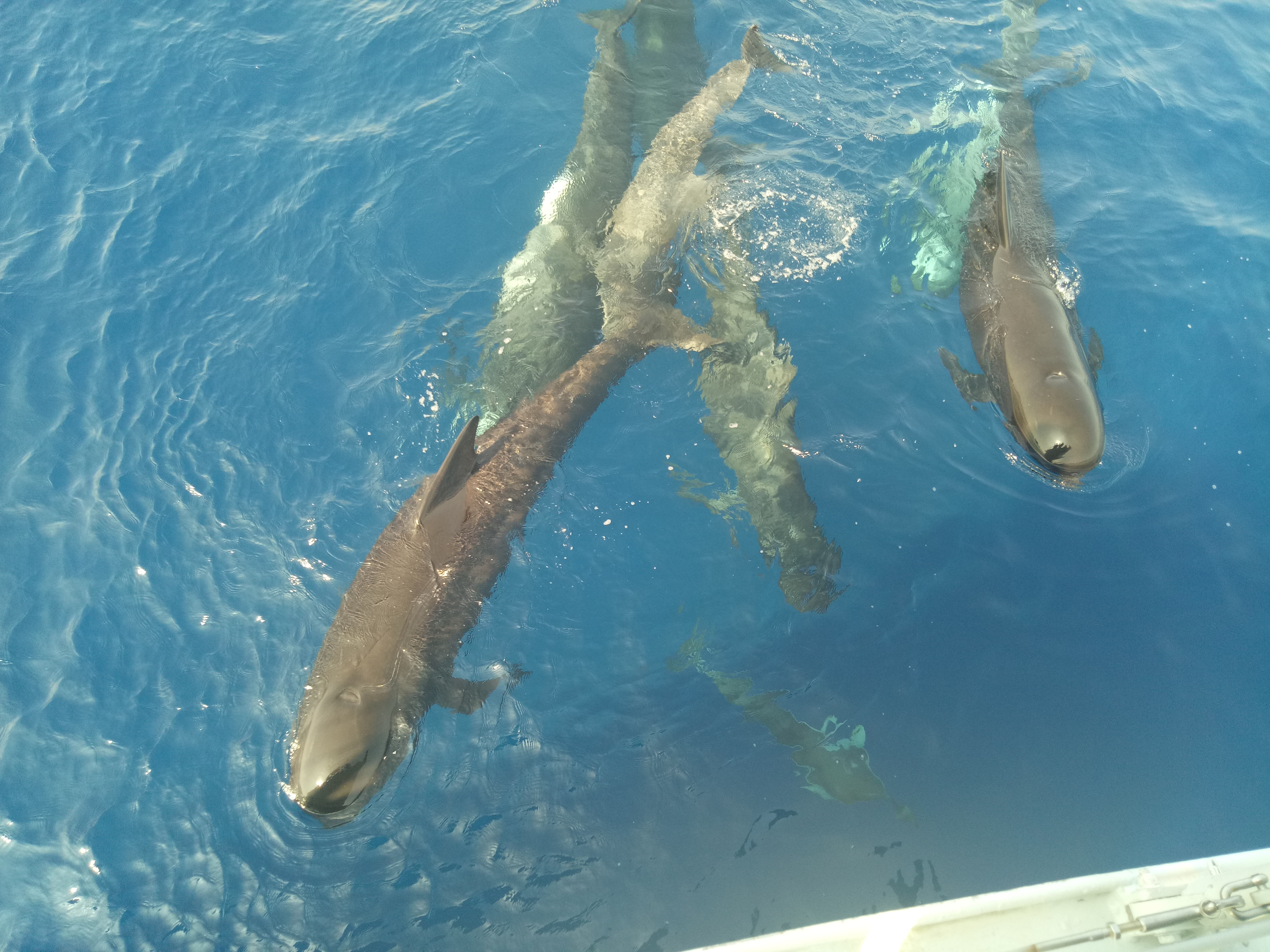
Гринди в морі біля Алжиру